# Koersk (stad)
Koersk (Russisch: Курск) is een stad in Rusland. Het is de hoofdstad van de oblast Koersk en ligt bij de samenvloeiing van de rivieren Toeskar en Sejm, zo'n 100 kilometer van de Oekraïense grens.
Ten westen van de stad bevindt zich een meteorietkrater met een doorsnede van 5,5 kilometer.

## Geschiedenis
Koersk werd omstreeks 980 gesticht als vesting en werd in 1032 voor het eerst vermeld in een kroniek. Archeologische opgravingen duiden er echter op dat er al minstens sinds de 5e eeuw v.Chr. een nederzetting op plek van de huidige stad bestond. De naam Koersk zou afgeleid zijn van de beek Koer, die in de Toeskar stroomt, maar wordt in de volksetymologie wel verbonden met het woord koeropatka, dat patrijs betekent. 
In 1237 werd de stad volledig verwoest door de Mongolen, maar Koersk was al in 1283 herbouwd. Van 1360 tot het einde van de 15e eeuw behoorde Koersk tot het Groothertogdom Litouwen. In de 16e en 17e eeuw viel Koersk onder Moskouse heerschappij. In 1596 werd een nieuw fort gebouwd. Aan het begin van de 17e eeuw werd de stad meermaals aangevallen door Pools-Litouwse legers, Krim-Tataren en Nogajs.
In de jaren 60 van de 19e eeuw werd Koersk een belangrijk spoorwegknooppunt, waardoor de stad zich tot een industrieel centrum kon ontwikkelen.
In de Tweede Wereldoorlog was Koersk van 4 november 1941 tot 8 februari 1943 bezet door de nazi's. De Slag om Koersk, in juli 1943, was onderdeel van een van de laatste Duitse offensieven aan het oostfront. Na de oorlog werd de stad heropgebouwd en met nieuwe industriële bedrijven bedeeld.

## Economie
Koersk is een belangrijke industriestad. De belangrijkste economische sectoren zijn ijzerbewerking, chemische industrie en levensmiddelenproductie. In de directe omgeving van de stad is met name de landbouw erg belangrijk, omdat Koersk in de vruchtbare regio van de zwarte aarde ligt.

## Bezienswaardigheden
- Kathedraal van het Teken
- Verrijzeniskerk
- Maria Hemelvaartkerk

## Sport
FK Avangard Koersk is de professionele voetbalclub van Koersk. Dinamo Koersk is de professionele vrouwen basketbalclub van Koersk. Ze spelen in de EuroLeague Women.

## Zustersteden
- Bar (Montenegro)
- Dębno (Polen)
- Donetsk (Oekraïne)
- Homel (Wit-Rusland)
- Niš (Servië)
- Primorsko (Bulgarije)
- Speyer (Duitsland)
- Soechoemi (Georgië)
- Tiraspol (Moldavië)

## Bekende inwoners van Koersk

### Geboren
- Serafim van Sarov (1759-1833), Russisch heilige
- Kazimir Malevitsj (1879-1935), kunstschilder
- Aleksandr Dejneka (1899-1969), kunstenaar
- Georgi Sviridov (1915-1998), componist
- Konstantin Vorobjov (1919-1975), schrijver
- Jevgeni Nosov (1925-2002), schrijver
- Nina Otkalenko (1928-2015), atlete
- Aleksandr Roetskoj (1947), politicus
- Valeri Tsjaplygin (1952), wielrenner
- Aleksandr Povetkin (1979), Olympisch kampioen, bokser
- Tolmachevy Sisters, Maria en Anastasia (1997), zangduo en winnaars van het Junior Eurovisiesongfestival 2006